# Jurij Georgijevics Szkobov
Jurij Georgijevics Szkobov, oroszul: Юрий Георгиевич Скобов (Klimovo, 1949. március 13. – Omutnyinszk, 2024. augusztus 5.) olimpiai aranyérmes szovjet–orosz sífutó.

## Pályafutása
Az 1972-es szapporói téli olimpián társaival aranyérmet nyert 4 × 10 km-es váltóban. 15 km-en ötödik, 30 km-en a 15. helyen végzett. Az 1974-es faluni világbajnokságon ugyanebben a versenyszámban ezüstérmet szerzett. Az 1976-os innsbrucki olimpián 15 km-es távon a 16. helyen fejezte be a versenyt.

## Sikerei, díjai
- Olimpiai játékok – 4 x 10 km-es váltó
  - aranyérmes: 1972, Szapporo
- Világbajnokság – 4 x 10 km-es váltó
  - ezüstérmes: 1974, Falun